# Saint-Léger-des-Bois
Saint-Léger-des-Bois là một xã thuộc tỉnh Maine-et-Loire trong vùng Pays de la Loire phía tây nước Pháp. Xã này nằm ở khu vực có độ cao trung bình 79 mét trên mực nước biển.